# Ommatomyces pardalina
Ommatomyces pardalina är en svampart som först beskrevs av Ellis & Everh., och fick sitt nu gällande namn av You Z. Wang, M.K.M. Wong & K.D. Hyde 2000. Ommatomyces pardalina ingår i släktet Ommatomyces och familjen Clypeosphaeriaceae.   Inga underarter finns listade i Catalogue of Life.